# 2016年の航空
< 2016年
2015年の航空 - 2016年の航空 - 2017年の航空
2016年の航空（にせんじゅうろくねんのこうくう）とは、2016年（平成28年）に起こった航空関係の出来事をまとめる。

## 出来事の一覧

### 1月
- 1月8日 - （事故）ウエスト・エア・スウェーデン294便(CRJ-200,貨物機)がスウェーデン北部で墜落[1]。(ウエスト・エア・スウェーデン294便墜落事故)

- 1月21日 - （事故）台湾空軍F-16戦闘機が米国ルーク空軍基地（英語版）で墜落し1人が死亡した[2]。
- 1月29日 - （初飛行）米国ワシントン州でボーイング737MAXが初飛行[3]。

### 2月
- 2月2日 - （事件）ダーロ航空の旅客機（A321型機）がソマリアのモガディシオを離陸後、機内で爆発が起こり緊急着陸[4]。（英語版）

- 2月8日 - （事故）全日本空輸大阪発新千歳行き771便ボーイング777の客室内で、離陸直後の午前9時5分頃に断熱材のかけらが飛び散り、同便は17分に大阪空港に緊急着陸した[5]。

- 2月10日 - （事故）インドネシア空軍スーパー・ツカノがジャワ島東部マランで民家に墜落[6]。

- 2月20日 - （事故）ライオン・エアにより、スルターン・アジ・ムハンマド・スレイマン空港発のJT-263便として運航されたボーイング737-900ERが、到着地ジュアンダ国際空港でオーバーラン。ジュアンダ国際空港は、2時間閉鎖された[7]。

- 2月23日 - （重大インシデント）新千歳空港で日本航空の福岡行き3512便のボーイング737の右エンジンから発煙、脱出時に4人が負傷した[8][9]。

- 2月24日 - （事故）タラ・エアポカラ発ジョムソン行きのDHC-6が、墜落。乗員・乗客23人全員が死亡した[10]。（タラ・エア193便墜落事故）

### 3月
- 3月15日 - （開業） ロシアでラメンスコエ空港が開業[11]。
- 3月19日 - （事故） フライドバイのボーイング737-800型旅客機がロシア南部のロストフ・ナ・ドヌ空港（英語版）で着陸に失敗（フライドバイ981便墜落事故）[12]。（英語版）
- 3月22日 - （トラブル） 全日本空輸の予約システムエイブルに不具合があり、国内線87便が欠航[13]。
- 3月26日 - （事故） 八尾空港でムーニーM20C型小型機の墜落事故が発生し、4人が死亡する事故が発生[14]。

### 4月
- 4月6日 - （事故） 鹿屋航空基地の施設点検を行っていた航空自衛隊の飛行点検機U-125が高隈山地に墜落、6名死亡[15]。
- 4月22日 - （初飛行） 日本の防衛装備庁の先進技術実証機X-2が名古屋飛行場で初飛行。

### 5月
- 5月19日  - （事故） エジプト航空のエアバスA320型旅客機が地中海上で消息不明となり、翌20日に残骸などが発見された[16]。（エジプト航空804便墜落事故）
- 5月20日  - （オープンスカイ） 日本とスペインがオープンスカイに合意（羽田空港は除く）[17]。
- 5月26日  - （事故） 米海軍のF/A-18戦闘機2機がノースカロライナ州沖で墜落[18]。
- 5月27日  - （重大インシデント） 東京国際空港（羽田）C滑走路で離陸直前の大韓航空のボーイング777の左エンジンから出火、乗客と乗員が脱出。影響で400便以上が欠航となった（大韓航空2708便エンジン火災事故）[19]。

### 6月
- 6月2日
  - （事故） 米海軍のブルーエンジェルズのF18がテネシー州で墜落[20]。
  - （事故） 米空軍のサンダーバーズのF16がコロラド州で墜落。
- 6月9日 - （事故） ロシア軍アクロバットチームのロシアンナイツ所属のスホイ27がモスクワ近郊で墜落[21]。
- 6月12日 - （事件）中国の浦東国際空港の第2ターミナルで爆発事件 [22]。
- 6月27日 - （事故） シンガポール航空のボーイング777機がチャンギ国際空港を離陸後に緊急着陸。直後にエンジンから出火[23]。（シンガポール航空368便火災事故
）
- 6月28日
  - （不祥事）飲酒トラブルで日本航空の乗員が逮捕され、乗務予定の便が欠航[24]。
  - （事件）トルコのアタチュルク空港で自爆テロがあり、多数の死傷者が出た[25]。（アタテュルク国際空港襲撃事件参照）

### 7月
- 7月1日 - （民営化）仙台空港の滑走路の運営権が民間会社仙台国際空港(株)に移管され、民営化された[26]。

### 8月
- 8月5日 - （保安検査をやり直し）12:13(JST)頃、新千歳空港で保安検査すり抜けで乗客約1000人に保安検査のやり直しを行い欠航便も出てしまった[27]。
- 8月12日 - （荷物トラブル）羽田空港で全日空の手荷物搬送機に不具合が発生して、手荷物が届かない現象が発生した[28]。
- 8月17日 - （初飛行）世界最大の航空機となるエアランダー10(飛行船)が英国のカーディントン飛行場から初飛行[29]。